# Monti Choke
I Monti Choke sono una catena montuosa adiacente al Lago Tana, in Etiopia. Sorgono da un altopiano circostante di 2.800 metri.